# Jared Cannonier
Jared Christopher Cannonier (Dallas, 16 de março de 1984) é um lutador de MMA norte-americano. Atualmente luta pelo Ultimate Fighting Championship, na categoria peso-médio.

## Background
Natural de Dallas, Texas, Cannonier começou a treinar artes marciais mistas para aprender técnicas de luta, e porque ele gostava de competir. Além de sua carreira no mundo da luta, ele é funcionário federal em tempo integral na FAA, sendo especialista em sistemas de transporte de vias aéreas. Possui o apelido The Killa Gorilla (O Gorila Assassino) por conta da potência de seus socos, que lhe resultaram em várias vitórias por nocaute, e o fato de seu animal preferido ser o gorila.

## Carreira no MMA

### Início de carreira
Cannonier começou sua carreira no MMA amador no início de 2011, vencendo suas duas primeiras lutas por nocaute. Em junho de 2011, ele fez sua estreia no MMA profissional, no Alasca. Ele lutou ocasionalmente nos próximos cinco anos, acumulando um cartel de 7 vitórias e nenhuma derrota.

### Ultimate Fighting Championship
Em outubro de 2014, foi anunciado que Cannonier tinha assinado com o UFC. Em sua estreia, ele enfrentou Shawn Jordan, no peso-pesado, no UFC 182, em 3 de janeiro de 2014. Ele perdeu a luta por nocaute no primeiro round.
Cannonier conseguiu sua primeira vitória na promoção no UFC Fight Night: Rothwell vs. dos Santos, quando derrotou Cyril Asker por nocaute devido a uma combinação de cotoveladas e socos.  A vitória também rendeu a Cannonier seu primeiro prêmio de Performance da Noite.
Em sua terceira luta na organização, Cannonier desceu para a divisão meio-pesado. Ele enfrentou Ion Cutelaba, em 03 de dezembro de 2016, no The Ultimate Fighter 24 Finale. Cannonier ganhou a luta por decisão unânime. A luta também significou o segundo bônus de premiação consecutivo  de Cannonier, pois ele e Cutelaba fizeram a Luta da Noite.
Cannonier enfrentou Glover Teixeira, em 11 de fevereiro de 2017, no UFC 208, sendo derrotado por decisão unânime.
Cannonier perdeu por decisão unânime triplo 29-28 por Jan Blachowicz, em 16 de dezembro de 2017, no UFC on Fox: Lawler vs. dos Anjos

## Campeonatos e realizações

### Artes marciais mistas
- Ultimate Fighting Championship
  - Luta da Noite (uma vez) vs. Ion Cutelaba
  - Performance da Noite (uma vez) vs. Cyril Asker
- Alaska Fighting Championship
  - Campeão Peso-Pesado

## Cartel no MMA
| Cartel no MMA   |             |            |
| 23 lutas        | 17 vitórias | 6 derrotas |
| Por nocaute     | 10          | 2          |
| Por finalização | 2           | 0          |
| Por decisão     | 5           | 4          |

| Res.    | Cartel | Oponente          | Método                           | Evento                                               | Data       | Round | Tempo | Local                   | Notas |
| ------- | ------ | ----------------- | -------------------------------- | ---------------------------------------------------- | ---------- | ----- | ----- | ----------------------- | --- |
| Vitória | 17-6   | Marvin Vettori    | Decisão (unânime)                | UFC Vegas 75: Marvin Vettori vs Jared Cannonier      | 17/06/2023 | 5     | 5:00  | Las Vegas, Nevada       | Performance da Noite. |
| Vitória | 16-6   | Sean Strickland   | Decisão (dividida)               | UFC Fight Night: Cannonier vs. Strickland            | 17/12/2022 | 5     | 5:00  | Las Vegas, Nevada       | |
| Derrota | 15-6   | Israel Adesanya   | Decisão (unânime)                | UFC 276: Adesanya vs. Cannonier                      | 02/07/2022 | 5     | 5:00  | Las Vegas, Nevada       | Pelo Cinturão Peso Médio do UFC.                                                                                                  |
| Vitória | 15-5   | Derek Brunson     | Nocaute (cotoveladas)            | UFC 271: Adesanya vs. Whittaker 2                    | 12/02/2022 | 2     | 4:29  | Houston, Texas          | Performance da Noite. |
| Vitória | 14-5   | Kelvin Gastelum   | Decisão (unânime)                | UFC Fight Night: Cannonier vs. Gastelum              | 21/08/2021 | 5     | 5:00  | Las Vegas, Nevada       | |
| Derrota | 13-5   | Robert Whittaker  | Decisão (unânime)                | UFC 254: Khabib vs. Gaethje                          | 24/10/2020 | 3     | 5:00  | Abu Dhabi               | |
| Vitória | 13-4   | Jack Hermansson   | Nocaute Técnico (socos)          | UFC Fight Night: Hermansson vs. Cannonier            | 28/09/2019 | 2     | 0:27  | Copenhagen              | Performance da Noite. |
| Vitória | 12-4   | Anderson Silva    | Nocaute Técnico (chute na perna) | UFC 237: Namajunas vs. Andrade                       | 11/05/2019 | 1     | 4:47  | Rio de Janeiro          | |
| Vitória | 11-4   | David Branch      | Nocaute Técnico (socos)          | UFC 230: Cormier vs. Lewis                           | 03/11/2018 | 2     | 0:39  | New York City, New York | Estreia nos Médios; Primeiro lutador do UFC a conseguir vitórias por nocaute em três categorias diferentes. Performance da Noite. |
| Derrota | 10-4   | Dominick Reyes    | Nocaute Técnico (socos)          | UFC Fight Night: Maia vs. Usman                      | 19/05/2018 | 1     | 2:55  | Santiago                | |
| Derrota | 10-3   | Jan Błachowicz    | Decisão (unânime)                | UFC on Fox: Lawler vs. dos Anjos                     | 16/12/2017 | 3     | 5:00  | Winnipeg, Manitoba      | |
| Vitória | 10-2   | Nick Roehrick     | Nocaute Técnico (cotoveladas)    | The Ultimate Fighter: Redemption Finale              | 07/07/2017 | 3     | 2:08  | Las Vegas, Nevada       | |
| Derrota | 9-2    | Glover Teixeira   | Decisão (unânime)                | UFC 208: de Randamie vs. Holm                        | 11/02/2017 | 3     | 5:00  | Brooklyn, New York      | |
| Vitória | 9-1    | Ion Cuțelaba      | Decisão (unânime)                | The Ultimate Fighter: Tournament of Champions Finale | 03/12/2016 | 3     | 5:00  | Las Vegas, Nevada       | Estreia nos Meio Pesados; Luta da Noite.                                                                                          |
| Vitória | 8-1    | Cyril Asker       | Nocaute (socos e cotoveladas)    | UFC Fight Night: Rothwell vs. dos Santos             | 10/04/2015 | 1     | 2:44  | Zagreb                  | Performance da Noite. |
| Derrota | 7-1    | Shawn Jordan      | Nocaute (socos)                  | UFC 182: Jones vs. Cormier                           | 03/01/2015 | 1     | 2:57  | Las Vegas, Nevada       | Estreia no UFC. |
| Vitória | 7-0    | Tony Lopez        | Decisão (dividida)               | Alaska Fighting Championship 104                     | 22/01/2014 | 5     | 5:00  | Anchorage, Alaska       | |
| Vitória | 6-0    | Jermaine Haughton | Nocaute Técnico (socos)          | Alaska Fighting Championship 102                     | 16/10/2013 | 1     | 1:50  | Anchorage, Alaska       | |
| Vitória | 5-0    | Stephen Waalkes   | Finalização (mata leão)          | AK Entertainment: Tuesday Night Fights               | 30/04/2013 | 2     | 2:02  | Wasilla, Alaska         | |
| Vitória | 4-0    | Joshua Ofiu       | Nocaute Técnico (socos)          | Alaska Fighting Championship 97                      | 13/02/2013 | 1     | 2:56  | Anchorage, Alaska       | |
| Vitória | 3-0    | Matt Herringshaw  | Finalização (socos)              | Alaska Cage Fighting: Tribute to Veterans            | 28/10/2011 | 1     | 0:29  | Fairbanks, Alaska       | |
| Vitória | 2-0    | Jason Coomes      | Finalização (chave de braço)     | Alaska Fighting Championship 97                      | 12/10/2011 | 1     | 0:46  | Anchorage, Alaska       | |
| Vitória | 1-0    | Alton Prince      | Nocaute Técnico (socos)          | Midnight Sun Mayhem 1                                | 19/06/2011 | 1     | N/A   | Fairbanks, Alaska       | |